# Marmorkarp
Marmorkarp (Hypophthalmichthys nobilis) är en karpfisk som förekommer naturligt i Kina, men som även introducerats till andra delar av världen.

## Kännetecken
Marmorkarpen kan som fullvuxen bli upp till 146 centimeter lång och väga 40 kilogram. Den har ett stort huvud med ögon som är placerade långt ner och en stor mun, kroppen är medelsmal med hög rygg och fjälliga bakfenor. Fjällen på marmorkarpen är tämligen hårda vilket gör det svårt för vekare rovdjur att bita igenom.[källa behövs]

## Föda och naturliga fiender
Marmorkarpen livnär sig främst på zooplankton. Ynglen jagas av nästan alla rovdjur som rovfiskar, fåglar och större yngel. Som fullvuxen jagas fisken inte av så många rovdjur på grund av de hårda fjällen, men bland dess fiender finns stora rovfiskar och stora rovfåglar.[källa behövs]

## Utbredning och habitat
Marmorkarpen är en sötvattensfisk som förekommer naturligt i flodsystem i Kina men som även har inplanterats i andra länder i Asien och Europa samt i USA.  Den har på vissa platser där den inplanterats blivit så talrik att arten räknas som en invasiv art. Vuxna fiskar som rymt från odlingar kan överleva i bräckt vatten och längs med Östersjöns kust förekommer det ibland att fiskare fångar förrymda marmorkarpar.

## Ekologi
I sitt ursprungliga utbredningsområde simmar arten mellan april och juli till flodernas övre lopp. Honor lägger där upp till 1,1 miljoner ägg fördelad på en till tre tillfällen. Äggen kläcks efter två dagar. De vuxna exemplaren återvänder efter fortplantningen till sjöar vid vattendragens nedre lopp. Ungarna blir efter 5 till 7 år könsmogna när de är 550 till 700 mm långa och 5 till 10 kg tunga. Livslängden ligger vid 20 år.

## Hot
I Sydostasien hotas marmorkarp av överfiske och förändringar i landskapet, bland annat genom dambyggnader. IUCN listar arten med kunskapsbrist (DD).